# Son montuno
Il son montuno è un genere musicale cubano. 

## Storia
Il musicista Arsenio Rodríguez lo sviluppò nella seconda metà degli anni trenta a partire dal son cubano, introducendo una sorta di dialoghi tra solista e coro detti montuno, da cui la musica prende il nome. Ispirandosi al guaguancó, accentuò inoltre l'uso della tromba e della chitarra a tre corde e caratterizzò la base ritmica introducendo nuovi strumenti come la conga e la campana.
In seguito Benny Moré, uno dei principali interpreti del genere, apportò nuovi contributi grazie alle influenze tratte dal bolero e dalla guaracha.